# Pratya Onsrita
Pratya Onsrita (thailändisch ปรัชญา อ่อนสีทา, * 20. Juni 1991), auch als Tus bekannt, ist ein thailändischer Fußballspieler.

## Karriere
Pratya Onsrita spielte bis Ende 2018 beim Khon Kaen FC. Der Club aus Khon Kaen spielte in der zweiten Liga des Landes, der Thai League 2. Wo er vorher gespielt hat, ist unbekannt. 2019 wechselte er zum Ligakonkurrenten Udon Thani FC nach Udon Thani. Für den Club spielte er die Hinrunde. Die Rückrunde spielte er beim ebenfalls in  der zweiten Liga spielenden Ayutthaya United FC aus Ayutthaya. Für Ayutthaya absolvierte er 17 Zweitligaspiele. 2020 nahm ihn der Erstligaabsteiger Chiangmai FC aus Chiangmai unter Vertrag. Für den Zweitligisten stand er fünfmal in der zweiten Liga auf dem Spielfeld. Im Juni verließ er Chiangmai und er wechselte nach Bangkok zum Bangkok FC. Der Hauptstadtverein spielt in der dritten Liga, wo er in der Bangkok Metropolitan Region antritt.